# Manuel María Mallarino Isaacs
Manuel María Mallarino Isaacs (Bogotá, 28 de marzo de 1871-Girardot, 25 de enero de 1920) fue un periodista y político colombiano, miembro del Partido Conservador Colombiano.
Isaacs ocupó la Alcaldía de Bogotá de mayo de 1911 hasta enero de 1913, por designación del entonces presidente republicano, Carlos E. Restrepo.
Mallarino fue reemplazado por su cuñado, Emilio Cuervo Márquez.